# Imagem do corpo
A imagem do corpo (em inglês body image) é um conceito criado através de um conjunto de pensamentos, sentimentos e percepções sobre a aparência, a estética e a atracção sexual do corpo humano. O termo deriva de várias disciplinas, tais como a neurociência, psicologia, medicina, psiquiatria, psicoanálise, filosofia, estudos sociais, culturais e feministas. Apesar de ser amplamente utilizado pelos mídia, não existe um só consenso para a sua definição, sendo o mais comum apontado como a forma como cada qual vê o seu corpo e interpreta esses mesmo dados.
Muitos factores contribuem para a imagem do corpo de uma pessoa, incluindo a dinâmica familiar, doenças mentais, predisposições biológicas ou expectativas culturais. A sua imagem pode ser negativa, positiva ou neutra.

## Tipos

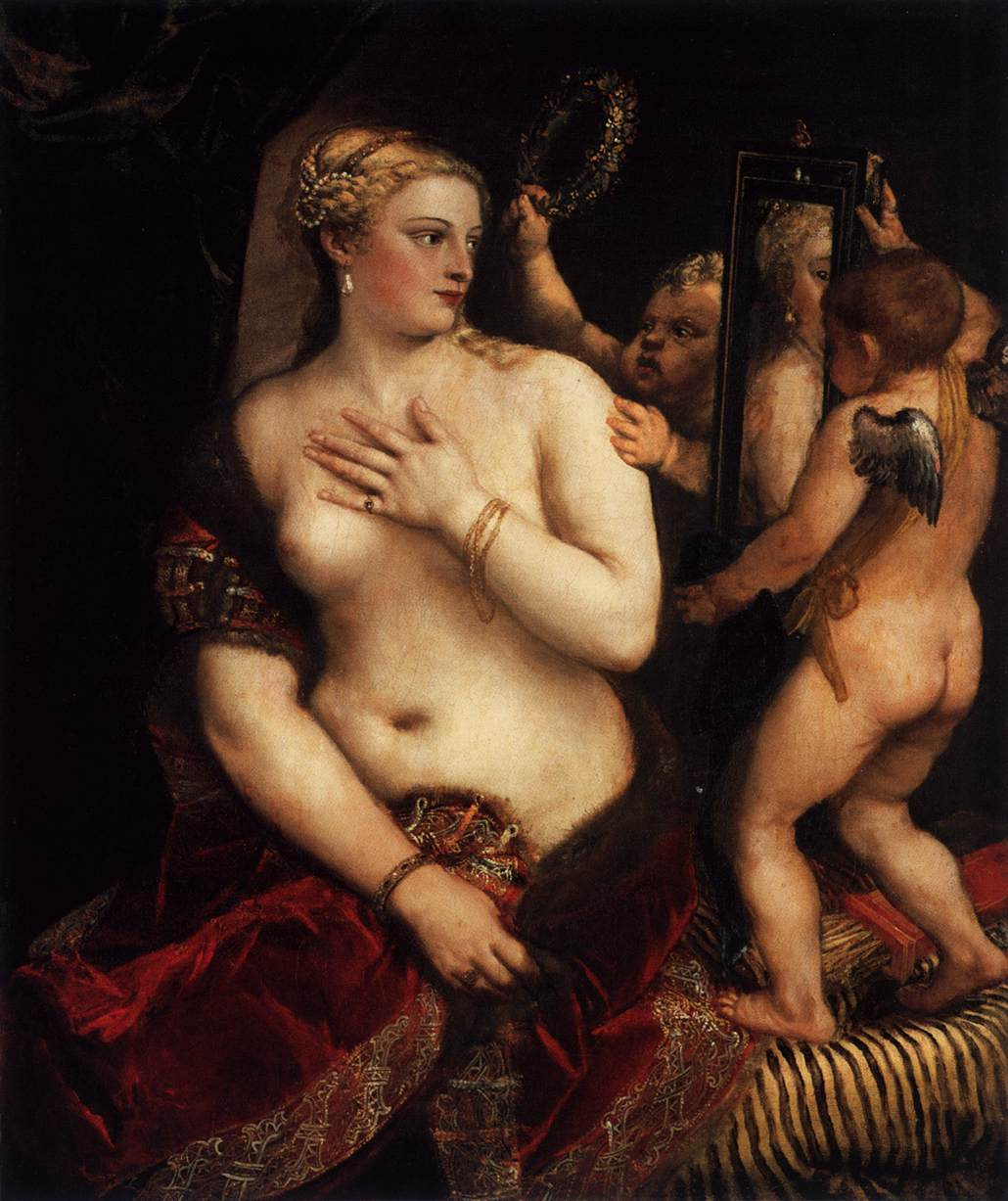
Vênus com um espelho (1555) de Ticiano

### Negativo
Pessoas de diferentes idades podem ser afetadas emocional e mentalmente pelos ideais de aparência corporal definidos pela sociedade em que vivem. Uma pessoa com uma imagem do corpo negativa pode sentir-se constrangida, envergonhada e menos atrativa, quer se enquadre ou não nesses padrões, que são criados e constantemente alterados. A insatisfação da sua imagem corporal pode contribuir em parte para o sentimento de vergonha e body shaming – o ato de discriminar um indivíduo pela sua aparência fisiológica, fazendo comentários críticos.
Além dos seus pacientes terem uma baixa auto-estima, estes normalmente se fixam em alterar ou mascarar a sua aparência física para apaziguar os padrões percebidos, criando níveis de insatisfação corporal e maiores riscos de desenvolver transtornos alimentares, isolamento e doenças mentais a longo prazo. Nos casos de transtornos alimentares, uma imagem negativa pode levar a outros distúrbios mentais, tais como o desenvolvimento de uma percepção alterada do corpo como um todo. A insatisfação corporal também caracteriza o transtorno dismórfico corporal, um transtorno obsessivo-compulsivo definido por preocupações de algum aspecto específico do corpo, geralmente associado a algo gravemente defeituoso que deve ser escondido. Independentemente do estado físico ser ou não saúdavel, encontrar-se abaixo ou acima do peso, qualquer pessoa pode desenvolver uma imagem corporal negativa. Muitos recorrem à cirurgia estética.

### Positivo
A imagem corporal positiva consiste em analisar e aceitar a própria figura corporal de forma clara e correta, sendo o próprio corpo celebrado e valorizado por todos os seus componentes e elementos de forma realista, sem preconceito ou qualquer negatividade. As pessoas que celebram o seu corpo, revelando uma imagem corporal positiva, revelam possuir um conceito de beleza para além do que lhes é incutido, resultando também de uma compreensão e interiorização de que a aparência não reflete o caráter ou o valor da pessoa.

### Neutro
O individuo não tem uma imagem do seu corpo nem positiva, nem negativa, não sendo afectado de uma forma ou outra por esse conceito. Consiste na compreensão, interiorização e aceitação do seu corpo apenas como um recipiente ou veículo para a personalidade ou identidade que habita nele.

## História

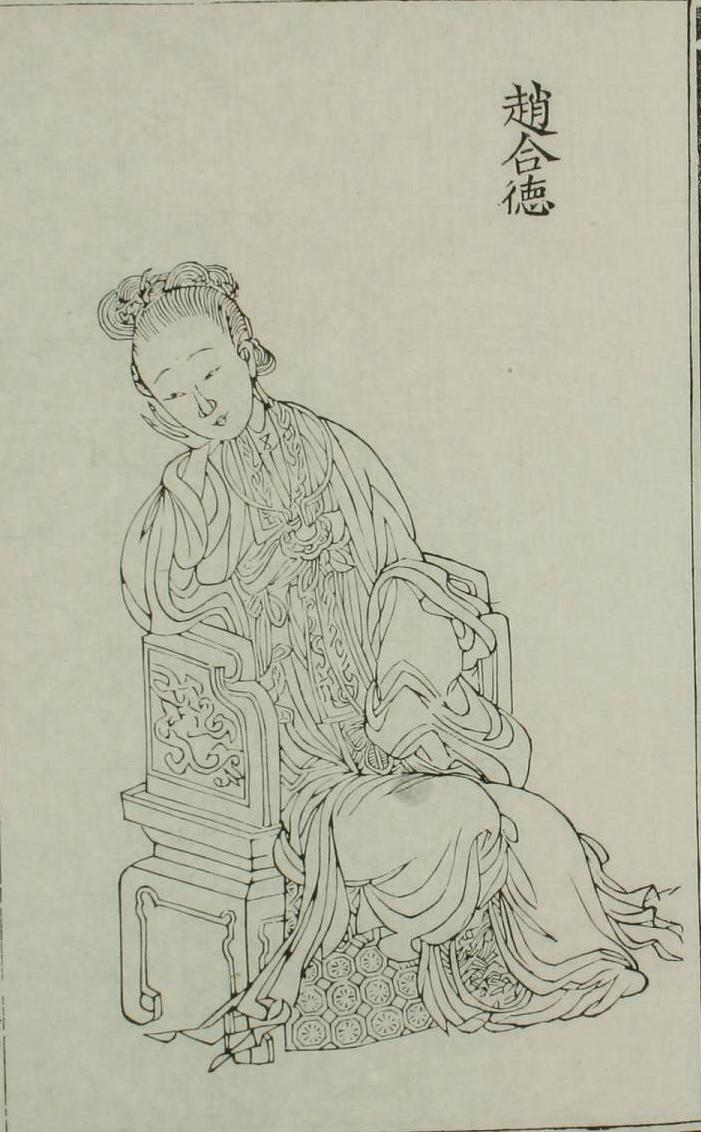
Consorte imperial Zhao Hede durante a Dinastia Han chinesa

A expressão foi cunhada pela primeira vez pelo neurologista austríaco Paul Schilder no seu livro A imagem e aparência do corpo humano (1935).
Ao longo da maior parte da história, qualquer característica que revelasse o estatuto social ou fortuna de um individuo era considerado o ideal, contudo as características valorizadas pelo ser humano mudaram sempre com a evolução dos valores e sensibilidades morais e culturais ao longo da história.
Durante vários séculos, aqueles com corpos mais corpulentos eram vistos como bem sucedidos e estabelecidos na sociedade, sendo esse fator considerado o cânone de beleza da época. Noutras regiões do mundo, os valores e crenças culturais também influenciaram fortemente os cânones de beleza e consequentemente a imagem do corpo da sua comunidade. Na dinastia Han, características como pele clara e cabelos escuros eram altamente valorizadas, pois se pensava que danificar a pele e os cabelos que seus ancestrais lhe deram era desrespeitoso. Pessoas que não se enquadrassem nesses parâmetros, geralmente sofriam de uma imagem negativa.
No século XX, os ícones culturais, criados sobretudo por Hollywood, o seu star system e a moda, influenciaram a percepção da imagem do corpo, sexualizando o corpo das mulheres até aos dias de hoje, quer através da publicidade ou em outros ramos criativos como a música e o cinema. Um relatório da Associação Americana de Psicologia de 2007 revelou que a sexualização de meninas e mulheres na cultura, contribuia inequivocamente para o aumento dos níveis de ansiedade feminina associada à imagem do corpo. Um relatório do Comitê Permanente do Senado do Governo da Austrália sobre a sexualização de crianças nos mídia revelou descobertas semelhantes associadas à imagem corporal.
Hoje, os avanços na tecnologia de comunicação resultaram numa “plataforma de entrega na qual interceptamos e interpretamos mensagens sobre nós mesmos, nossa autoestima e nossos corpos”. As redes sociais, em particular, remodelaram e ditam qual deve ser o “corpo perfeito”, apresentando ideais inconsistentes para tipo de cabelo, corpo e tom de pele.

## Lista de referências
1. ↑  Cash, Thomas F.; Smolak, Linda (9 de outubro de 2012). Body Image: A Handbook of Science, Practice, and Prevention (em inglês). [S.l.]: Guilford Press
2. ↑  Kindes, Marlene V. (2006). Body Image: New Research (em inglês). [S.l.]: Nova Publishers
3. ↑  Encyclopedia of Body Image and Human Appearance (em inglês). [S.l.]: Academic Press. 11 de abril de 2012
4. ↑  Derenne, J. L.; Beresin, E. V. (1 de junho 2006). «Body Image, Media, and Eating Disorders». Academic Psychiatry. 30 (3): 257–261. PMID 16728774. doi:10.1176/appi.ap.30.3.257
5. 1 2 3  «What is Body Image?». National Eating Disorders Association. Consultado em October 31, 2017 Verifique data em: |acessodata= (ajuda)
6. ↑  Grogan, Sarah (4 de janeiro de 2002). Body Image: Understanding Body Dissatisfaction in Men, Women and Children (em inglês). [S.l.]: Routledge
7. ↑  Green, Meghan; Jr, Ronald D. Lankford (15 de dezembro de 2016). Body Image and Body Shaming (em inglês). [S.l.]: Greenhaven Publishing LLC
8. ↑  Willett, Edward (15 de janeiro de 2007). Negative Body Image (em inglês). [S.l.]: The Rosen Publishing Group, Inc
9. ↑  Markey, Charlotte (10 de setembro de 2020). The Body Image Book for Girls: Love Yourself and Grow Up Fearless (em inglês). [S.l.]: Cambridge University Press
10. ↑  Daniels, Elizabeth A.; Gillen, Meghan M.; Markey, Charlotte H. (19 de julho de 2018). Body Positive: Understanding and Improving Body Image in Science and Practice (em inglês). [S.l.]: Cambridge University Press
11. ↑  Kneeland, Jessi (6 de junho de 2023). Body Neutral: A revolutionary guide to overcoming body image issues (em inglês). [S.l.]: Little, Brown Book Group
12. ↑  Intern (5 de janeiro de 2023). «Body Neutrality: What is it and why is it important?». Butterfly Foundation (em inglês). Consultado em 15 de julho de 2024
13. ↑  Schilder, Paul (1999) [1935]. The Image and Appearance of the Human Body: Studies in the Constructive Energies of the Psyche. [S.l.]: Psychology Press. ISBN 978-0-415-21081-2
14. ↑  Wykes, Maggie; Gunter, Barrie (13 de janeiro de 2005). The Media and Body Image: If Looks Could Kill (em inglês). [S.l.]: SAGE
15. ↑  «Report of the APA Task Force on the Sexualization of Girls» (PDF). American Psychological Association. 2007
16. ↑  «Sexualisation of children in the contemporary media». Parliament of Australia. 26 de junho de 2008. Consultado em 3 de maio de 2016
17. ↑  Ferguson, Christopher J.; Winegard, Benjamin; Winegard, Bo M. (2011). «Who is The Fairest One of All? How Evolution Guides Peer and Media Influences on Female Body Dissatisfaction». Review of General Psychology. 15 (1): 11–28. doi:10.1037/a0022607
18. ↑  «How Technology Influences Body Image». Eating Disorder Hope. Consultado em 1 de novembro de 2017